# Adolf Noreen
Adolf Gotthard Noreen (parroquia de Östra Ämtervik, Värmland;13 de marzo de 1854 – Upsala; 13 de junio de 1925) fue un destacado lingüista sueco cuya contribución al estudio de las lenguas nórdicas dejó una huella imborrable en el campo de la filología nórdica. 

## Biografía
Hijo de Erik Adolf Noreen y Emilie Maria Elisabet Poignant, inició su educación en Karlstad, donde completó su bachillerato en 1871, para luego inscribirse en la Universidad de Uppsala ese mismo año. Tras obtener su licenciatura en 1873 y su maestría en 1877, defendió su tesis doctoral, convirtiéndose en doctor, y ese mismo año recibió el mayor premio de la facultad de filosofía por su tesis doctoral Fryksdalsmålets ljudlära. La mayor parte de su investigación, sin embargo, trató sobre el sueco contemporáneo.

### Tesis
En su disertación doctoral Fryksdalsmålets ljudlära (en español: La fonología del dialecto de Fryksdal), Adolf Gotthard Noreen abordó con meticulosidad el dialecto de su propia región natal, focalizándose en las variantes lingüísticas de las parroquias de Östra y Västra Ämtervik. A pesar de las barreras geográficas, Noreen logró brindar un análisis exhaustivo de las peculiaridades lingüísticas de la zona. Este estudio pionero destaca por ser el primero en Suecia en aprovechar los avances de la fonética científica para un examen detallado del espectro sonoro del dialecto. Noreen desarrolló un sistema propio de notación fonética, aunque rudimentario y limitado en símbolos, para capturar con la máxima fidelidad los sonidos del dialecto. Particularmente, la sección "Visión etimológica" del trabajo, que detalla las equivalencias de sonidos dialectales en variadas posiciones y contextos dentro del sueco estándar, se erigió como un modelo de precisión y coherencia metodológica que influenció numerosos estudios dialectales en las décadas subsiguientes. Gracias a su profundo estudio sobre la fonología del dialecto de Fryksdal, Noreen recibió el reconocimiento más alto de la facultad de filosofía, otorgado a las tesis doctorales de excepcional mérito.

### Docencia
Noreen desempeñó un papel crucial en la enseñanza y la investigación en Uppsala, donde trabajó como profesor en la institución educativa para chicas de Z. Krooks y M. Uppströms entre 1877 y 1887. También dirigió el seminario de filología de la universidad, especializándose en investigación de lenguas nórdicas, y ocupó brevemente el cargo de profesor interino de sueco y luego de lenguas nórdicas.
Fue un pionero en varios frentes: cofundó la Sociedad de Lingüística de Uppsala en 1882, sirvió como prefecto del museo de antigüedades nórdicas de la Universidad de Uppsala, y fue presidente de la Sociedad de Ortografía Correcta. En 1887, Noreen fue nombrado profesor de lenguas nórdicas, cargo que desempeñó hasta 1919, y fundó el colegio privado de Uppsala junto con J.A. Lundell en 1892, siendo presidente de su junta directiva hasta 1909.

### Investigación
Noreen dedicó una parte significativa de su vida a la investigación, destacándose en el estudio de dialectos suecos y contribuyendo de manera fundamental a la lingüística con su trabajo sobre el sueco moderno y la reforma ortográfica de 1906. Su producción científica abarcó prácticamente todos los aspectos de la nordística, estableciendo hitos en el desarrollo de la disciplina con trabajos como su tesis doctoral sobre el dialecto de Fryksdal, que proporcionó una base metodológica para futuras investigaciones dialectales en Suecia.
Además de su labor académica, Noreen jugó un rol activo en la vida cultural y educativa de Uppsala, promoviendo la música y la literatura. Como líder de diversos comités y sociedades, su influencia se extendió más allá de los límites académicos, dejando un legado de compromiso con la promoción del conocimiento y la cultura.
Casado con Anna Emilia Rosell en 1886, Noreen también contribuyó al ámbito familiar con dos hijos (Erik Noreen y Ärland Noreen) que siguieron sus pasos en la academia. Actualmente está enterrado en el antiguo cementerio de Uppsala.

## Sociedad Adolf Noreen
La Sociedad Adolf Noreen se fundó en la Universidad de Uppsala en 1985 y publica la revista  Språk och stil (Lengua y Estilo).